# 杏仁蔡伯介
杏仁蔡伯介（学名：Triebelina amygdalia）为土菱介科蔡伯介屬下的一个种。